# Толучеевка (река)
Толуче́евка (устар. Толуче́ева, Тулуче́евка) — река в России, протекает по территории Петропавловского, Калачеевского и Воробьёвского районов Воронежской области. Левый приток Дона. Длина реки — 142 км, площадь водосборного бассейна — 5050 км².

## География
Исток реки расположен возле одноимённого села в Новохоперском районе. Река протекает на территории также Бутурлиновского, Воробьевского, Калачеевского и Петропавловского районов Воронежской области. На её берегах стоит несколько поселений: Верхнетолучеево, Березовка, Рудня, Новотолучеево, Калач, Ширяево, Красносёловка и Петропавловка. Устье реки расположено в 6 км от села Старотолучеево.
Возвышенная река, поэтому течение в целом быстрое. Глубина реки составляет около 2—3 метров. Средняя ширина — 30 м; на равнинном участке низовья — 40 — 55 м, наибольшая — 60 м.

### Притоки
(указано расстояние от устья)
- 21 км: река Криуша (лв)
- 49 км: река Козынка (пр)
- 70 км: река Подгорная (лв)
- 109 км: река Елизаветовка (пр)

## Данные водного реестра
По данным государственного водного реестра России относится к Донскому бассейновому округу, водохозяйственный участок реки — Толучеевка, речной подбассейн реки — Бассейны притоков Дона до впадения Хопра. Речной бассейн реки — Дон (российская часть бассейна).
Код объекта в государственном водном реестре — 05010101112107000004875.